# Angriff auf Kure (März 1945)
Der Angriff auf Kure am 19. März 1945 wurde im Pazifikkrieg von der Task Force (TF) 58 der United States Navy durchgeführt. Das Ziel war, die Reste der Kaiserlich Japanischen Marine, die in und in der Nähe der Stadt und des Marinestützpunktes Kure lag, zu vernichten. Der Angriff zeigte nur geringe Erfolge, weil zwar einige japanische Kriegsschiffe, die Träger Amagi, Katsuragi, Ryūhō, Hōshō, Kaiyō und die sich noch im Bau befindende Ikoma, die Schlachtschiffe Yamato, Hyūga, Ise, Haruna, die Kreuzer Tone und Ōyodo beschädigt wurden, aber keines versenkt. Im Gegenzug griff die japanische 5. Luftflotte unter Vizeadmiral Ugaki Matome die TF 58 mit Bomben- und Kamikazeflugzeugen an. Der Träger Franklin trug durch zwei Bombentreffer, die Munitionsexplosionen auslösten, schwerste Schäden davon. 724 Mann der Besatzung starben und 265 wurden verwundet. Trotz der Schäden konnte das Schiff wieder unter Kontrolle gebracht werden und aus eigener Kraft nach Ulithi und dann nach Pearl Harbor in die Werft fahren. Auch die Wasp wurde schwer beschädigt.

## Hintergrund
Als Teil der Planungen für die Invasion Okinawas wurde der US Task Force 58 befohlen, die Flugplätze auf den japanischen Hauptinseln, von denen aus die Invasionsflotte hätte angegriffen werden können, zu neutralisieren. Als Teil dieser Operation sollte die Task Force 58 auch die Kriegsschiffe der japanischen Flotte angreifen, die sich in Häfen zurückgezogen hatte.

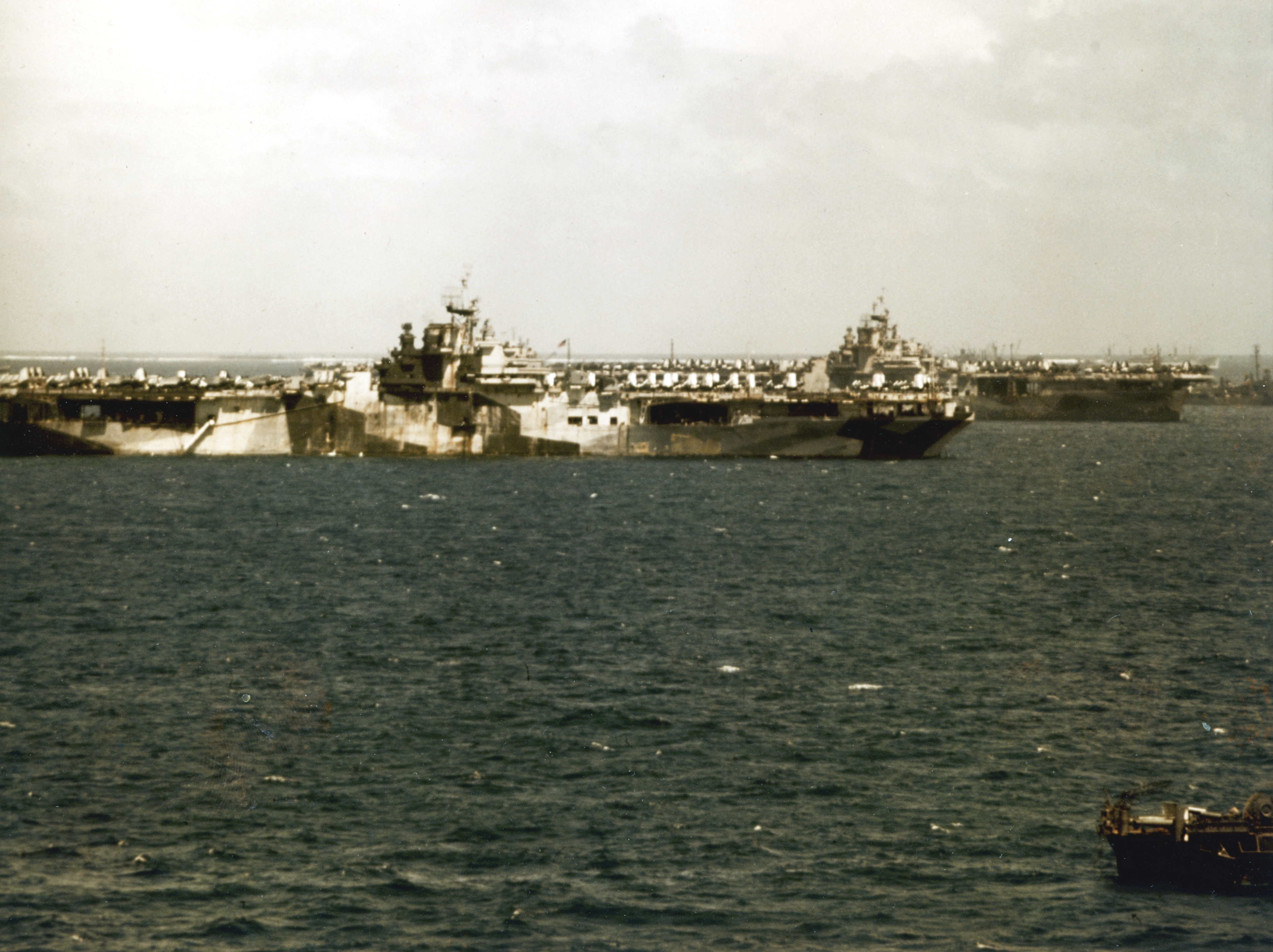
Zwei Träger der Task Force 58 im Ulithi-Atoll Mitte März 1945

Die Task Force 58 war das schlagkräftigste Element der US-Pazifikflotte. Sie bestand aus 16 Flugzeugträgern und 9 Schlachtschiffen und war in 4 Task Groups aufgeteilt. Die Angriffe im März waren die dritten der Task Force 58 auf die japanischen Hauptinseln. Der erste war eine Serie von Angriffen am 16. und 17. Februar 1945 auf Flugplätze, bei denen die amerikanischen Piloten angaben, bei 80 eigenen Verlusten 341 japanische Flugzeuge bei Luftkämpfen abgeschossen und 190 am Boden zerstört zu haben. Der zweite Angriff am 25. Februar 1945 wurde auf Flugplätze im Raum Tokio geführt. Die Amerikaner beanspruchten 46 Abschüsse bei 16 eigenen Verlusten. Nach diesem Angriff kehrte die Task Force 58 zu ihrer Basis auf dem Ulithi-Atoll zurück, um sich auf weitere Operationen vorzubereiten.
In dieser Phase des Krieges war die japanische Flotte auf ihre Häfen beschränkt. Die prekäre Treibstofflage verhinderte fast jede größere Operation. Die meisten Großkampfschiffe waren in der Hauptbasis Kure und der Seto-Inlandsee stationiert. Dieser Hafen war allerdings durch sehr viele Flugabwehrgeschütze gesichert. Der US-Geheimdienst schätzte, dass 160 großkalibrige und hunderte von kleinkalibrigen Geschützen dort postiert waren.

## Planung
Die Task Force 58 lief am 14. März aus Ulithi aus, um die Angriffe zur Vorbereitung der Invasion der Japanischen Hauptinseln aufzunehmen. Japanische Aufklärer entdeckten und verfolgten die Task Force, allerdings war sich die japanische Führung nicht sicher, ob es wieder Angriffe auf Flugplätze geben würde oder ob die Kampfgruppe die Invasion Okinawas unterstützen sollte. Am 18. März griffen Flugzeuge der Task Force 58 Flugplätze – 45 an der Zahl – auf der Insel Kyūshū an. Auf den Flugplätzen fanden sie wenige Flugzeuge, allerdings griffen viele die amerikanischen Maschinen in der Luft an. Andere japanische Flugzeuge griffen die Task Force 58 an und beschädigten die Enterprise und die Intrepid leicht. Die Yorktown wurde schwerer beschädigt; es gab 5 Tote und 26 Verwundete. Insgesamt wurden bei den Angriffen 110 japanische Flugzeuge zerstört. Am 18. März flogen auch amerikanische Fotoaufklärer über Japan und stellten eine Konzentration von Kriegsschiffen in den Häfen Kure und Kōbe fest. Die größten Schiffe wurden als die japanischen Schlachtschiffe Yamato und Haruna und drei Leichte Flugzeugträger identifiziert.
Diese am 18. März gesichteten Schiffe wurden als Hauptziel der Task Force 58 für die Angriffe am nächsten Tag ausgewählt. Die Task Groups 58.1, 58.3 und 58.4 sollten Kure angreifen und die Task Group 58.2 einen Angriff auf Kobe fliegen. Ein weiteres Ziel für den Angriff auf Kure waren die Öltanks und die Marineanlagen, aber der Angriffskoordinator Commander George M. Ottinger, der den Angriff mitflog, konnte die US-Flugzeuge kurzfristig auch auf andere Ziele ansetzen.

## Angriffe

### Japanische Angriffe auf die Task Force 58

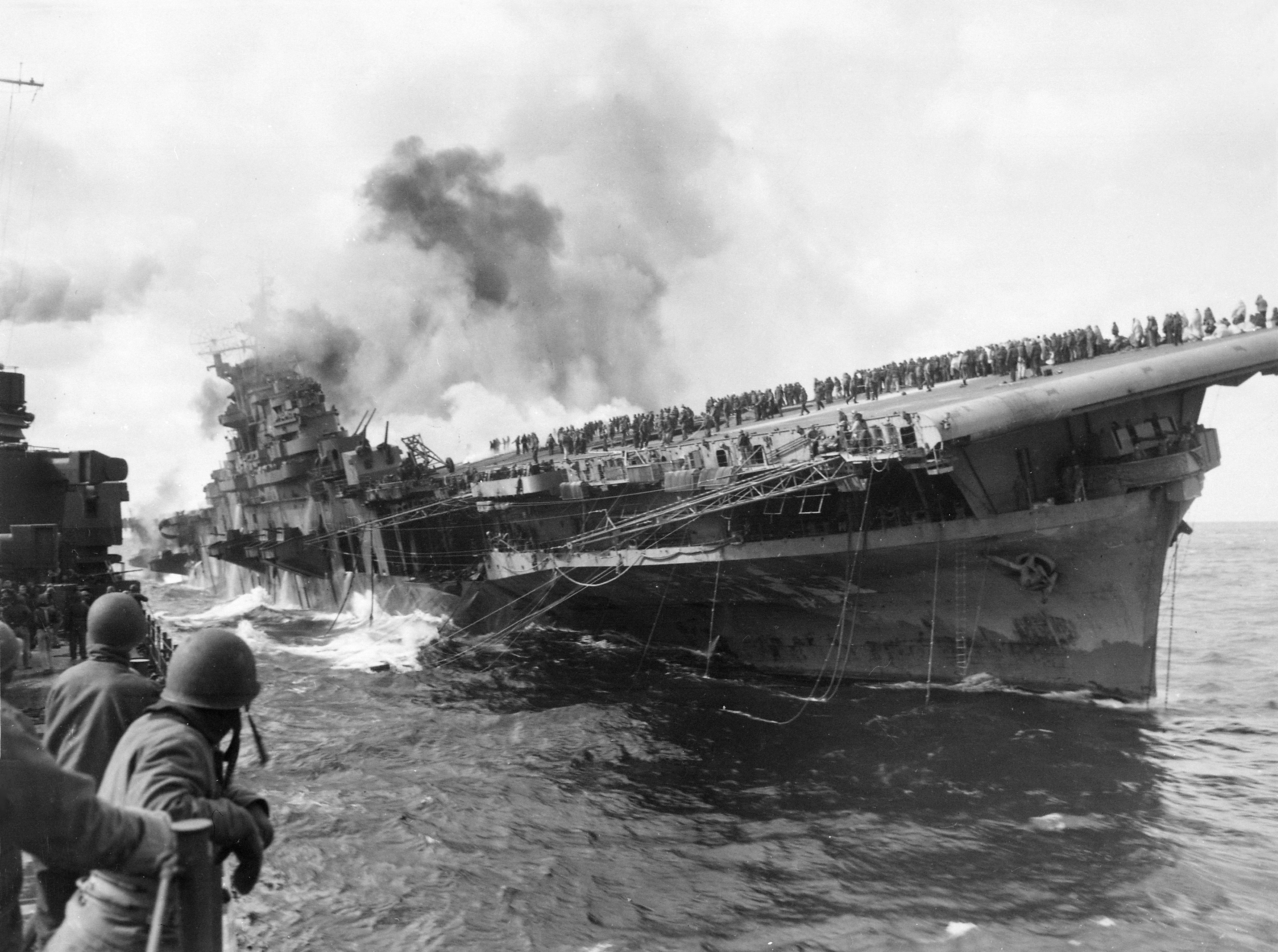
Der Flugzeugträger USS Franklin nach einem japanischen Bombenangriff am 19. März 1945, etwa 50 Seemeilen vor der Küste Honshūs

Um kurz nach sechs Uhr früh, bei Sonnenaufgang, starteten die japanischen Flugzeuge, um die Task Force 58 anzugreifen. Die Angriffe konzentrierten sich auf die Task Group 58.2. Während von der Franklin um 7:08 Uhr gerade die zweite Angriffswelle startete, wurde das Schiff von einem japanischen Flugzeug, das sich unbemerkt angenähert hatte, angegriffen. Der japanische Bomber vom Typ Aichi B7A Ryusei („Grace“) warf zwei panzerbrechende Bomben, die beide das Deck durchschlugen, auf das Flugdeck des Trägers ab. Die erste Bombe explodierte unterhalb des Decks im Hangar und zerstörte die Bereitschaftsräume der Piloten, die Operationszentrale des Trägers sowie die Luftüberwachung. Die zweite Bombe explodierte im achteren Hangardeck und setzte Bomben, Raketen und Treibstoff in Brand. Durch die Explosionen fielen die Kessel und Turbinen und damit auch die Elektrizität an Bord aus. Die Franklin lag antriebslos im Wasser und bekam durch die Massen des an Bord gepumpten Löschwassers schnell 13 Grad Schlagseite nach Steuerbord. Auch die elektrischen Kommunikationssysteme an Bord waren ausgefallen, was die Koordinierung der Löscharbeiten nahezu unmöglich machte. Durch die Explosionen und das Feuer an Bord starben 724 Seeleute, 264 wurden verwundet. Mit Unterstützung von in der Nähe befindlichen Schiffen der Task Group konnten die Feuer schließlich unter Kontrolle gebracht werden und die Franklin war in der Lage, mit der Kernbesatzung (700 von fast 3500 Mann) unter eigener Kraft in die Werft zu fahren.
Um 7:10 Uhr traf ein japanisches Flugzeug die Wasp. Die Bombe drang tief in das Schiff ein und explodierte in der Kombüse, wobei ebenfalls ein Feuer ausbrach. Dies konnte allerdings nach 15 Minuten gelöscht werden und um 8:00 Uhr konnte der Flugbetrieb wieder aufgenommen werden. Trotzdem starben 101 Seeleute und 269 wurden verwundet. Ein Nahtreffer von einem Kamikaze um kurz nach 8:00 Uhr verursachte nur geringe Schäden.

### Luftkampf
Um 6:18 Uhr am 19. März starteten auf der Task Force 58 Jagdflugzeuge, um über den Flugplätzen um Kure zu patrouillieren und die Luftüberlegenheit sicherzustellen. Als sie sich Kure näherten, trafen die 20 Grumman F6F Hellcats des VBF-17 auf 40 Jäger der japanischen Marine von der 343. Kōkūtai. Der daraufhin entbrannte Kampf dauerte 25 Minuten, bei dem sechs amerikanische und vier japanische Flugzeuge abgeschossen wurden.
Auch noch andere Gefechte zwischen amerikanischen und japanischen Jagdflugzeugen fanden am 19. März statt. Die Gesamtverluste betrugen 14 amerikanische und 25 japanische abgeschossene Jäger.

### Angriff auf Kure
Eine große Luftstreitmacht war unterwegs, um Kure anzugreifen. Es waren 158 Curtiss SB2C Helldiver Sturzkampfbomber und Grumman TBF Avenger Torpedoflugzeuge begleitet von 163 Hellcats und Vought F4U Corsair Jagdflugzeugen. Einige der Corsair Jäger waren mit Raketen bewaffnet, womit sie auch Ziele am Boden angreifen konnten. Diese 321 Flugzeuge waren fast so viele, wie sie die japanische Marine beim Angriff auf Pearl Harbor am 7. Dezember 1941 eingesetzt hatte.

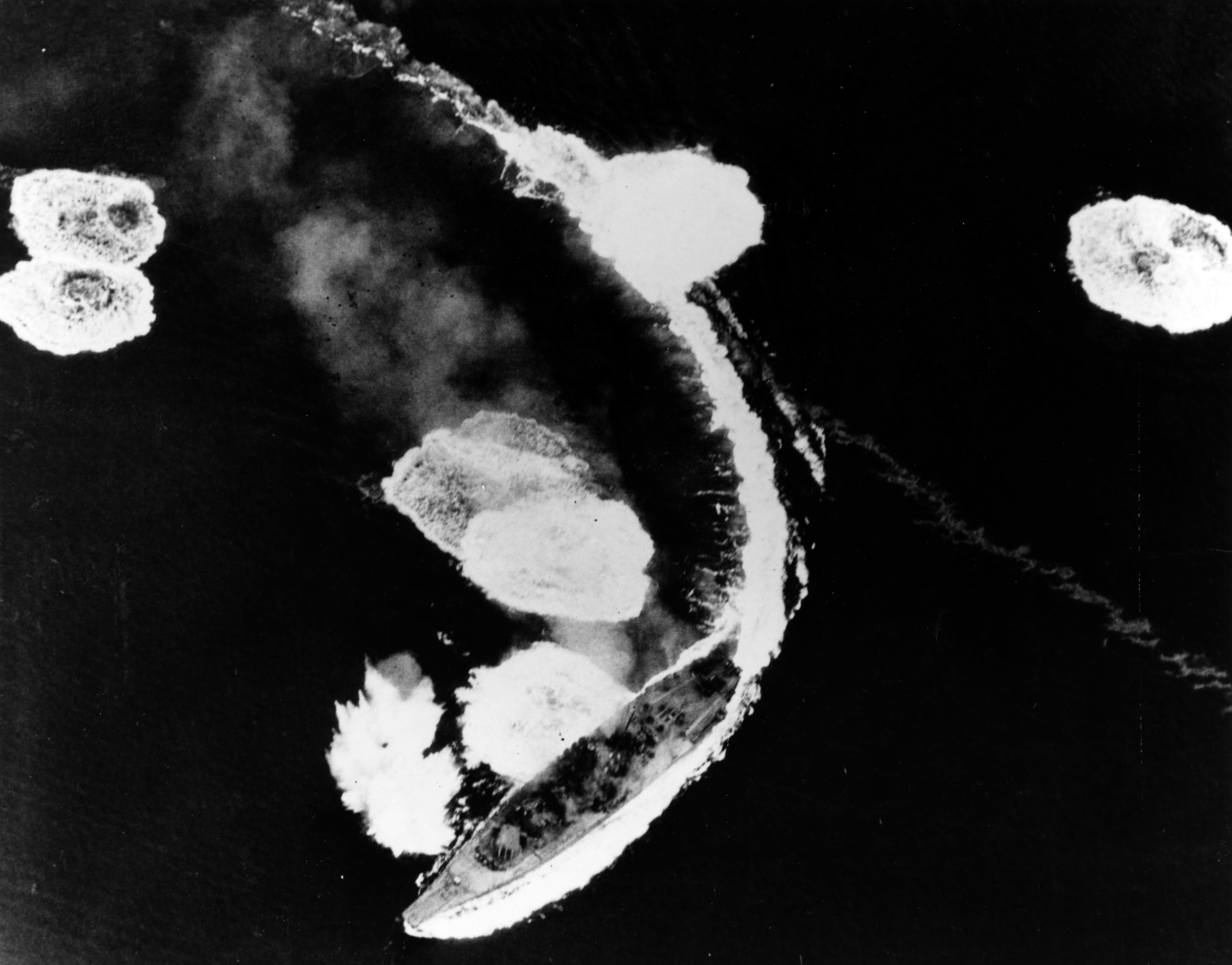
Schlachtschiff Yamato bombardiert bei Kure am 19. März

Der Angriffskoordinator Commander George M. Ottinger kam mit der ersten Welle nach Kure. Als er die vielen Kriegsschiffe sah, befahl er, dass eine Hälfte der Bomber die Schiffe und nicht wie geplant, die Anlagen an Land bombardieren sollten. Nach weiteren Überlegungen befahl er allen Bombern die drei Schlachtschiffe, vier Flugzeugträger und die anderen Schiffe, die bei Kure ankerten anzugreifen.
Alle vier Schlachtschiffe wurden angegriffen. Die Hyūga bekam einen Bombentreffer und wurde nur leicht beschädigt. Das Schwesterschiff Ise, von zwei Bomben getroffen war auch nur leicht beschädigt. Die Haruna, die auf der Reede ankerte wurde von einer Bombe getroffen, wie auch die Yamato, bei der eine Bombe die Brücke traf. Die vier Flugzeugträger bekamen ebenfalls Bombentreffer, die Ryūhō drei Bomben und zwei Raketen, was stärkere Schäden verursachte. Der Geleitträger Kaiyō fing Feuer und wurde in flaches Wasser geschleppt, um ein Kentern zu verhindern. Die Katsuragi und die Amagi wurden jede von einer Bombe getroffen. Der Leichte Kreuzer Ōyodo wurde am schwersten beschädigt. Sie musste nach drei Bombentreffern nach Etajima geschleppt und auf den Strand gesetzt werden, um ein Sinken zu verhindern.

## Resultate
Der Angriff auf die Marinebasis und die Schiffe in und bei Kure war ein Fehlschlag. Trotz der Stärke der eingesetzten Kampfgruppe und der vorhandenen Luftüberlegenheit wurde kein japanisches Kriegsschiff versenkt und nur ein Geleitträger und ein Leichter Kreuzer schwer beschädigt. Nach dieser Aktion zog sich die Task Force 58 nach Süden zur Versorgung zurück und wurde wegen der erlittenen eigenen Verluste neu gruppiert.